# Петербургская школа моды
Петербургская школа моды — общность художников и дизайнеров, возникшая в Санкт-Петербурге в 1980-е — 2000-е годы. Рассматривается как важный прецедент модного ландшафта второй половины XX — начала XXI веков. В некоторых исследованиях идентифицируется как «Петербургский стиль», «Петербургские дизайнеры» или обобщающее понятие «Петербургская мода».

## Термин
Термин сформировался в кругу петербургских искусствоведов и дизайнеров, на протяжении 1990-х - 2000-х годов он использовался как полу-официальное самоназвание. Долгое время существовал как нерегламентированное понятие. Рассматривался как специфическая категория при описании особенностей развития моды в Петербурге и ситуации на петербургской модной сцене. «Понятие петербургской школы сложилось де-факто, оно было использовано в художественной дискуссии и художественной практике 1990-х годов». Термин стихийно использовался в частных беседах, газетных и журнальных публикациях. Введен в систематический научный оборот российским искусствоведом Екатериной Васильевой.

## Общая характеристика
Петербургскую школу моды сложно оценивать как стилистически единую платформу. Одна из особенностей Петербургской школы моды заключается в том, что у нее нет единого визуального или конструктивного приема. Специфику Петербургской школы связывают с использованием условного набора элементов: монохромных цветов, асимметрии, многослойности. Однако эти признаки варьируются у разных представителей школы. Полагают, что одна из особенностей Петербургской школы — стремление видеть моду интеллектуальным движением, обращение к аналитической составляющей моды. «Петербургская школа объединила интеллектуальные направления моды – от минимализма до деконструкции». Петербургская школа определяет моду как аналитический прецедент. Возможно, это качество можно считать важнейшейшей чертой Петербургской школы моды.

## История
Возникновение Петербургской школы моды связывают с периодом 1960-х — 1970-х годов. В 1964 году самостоятельный статус приобрела кафедра дизайна костюма Санкт-Петербургской художественно-промышленной академии им. А.Л. Штиглица. Важным эпизодом, предшествующим формированию Петербургской школы моды, можно считать деятельность Ленинградского дома моделей одежды (ЛДМО) — он был открыт в 1944 году, спустя два месяца после снятия блокады Ленинграда.
Формирование Петербургской школы моды как самостоятельного феномена связано с периодом 1980-х — 1990-х годов. Мода стала одним из маркеров идеологической и социальной принадлежности, одним из признаков времени. Петербургская школа моды сформировалась как знак специфической идентичности, печать отличия и специфический нарратив. «… Петербургская школа – явление не только модной среды или художественного пространства, но и форма, связанная с механизмом социальной идентичности».
Сложение Петербургской школы моды было связано не столько с развитием дизайна или индустрии, но и с формированием публики. «…Петербургская школа представляла собой не экономическую форму, связанную с принципами производства, потребления и создания маркетологической структуры, а идеологический прецедент, где зрители и публика были не менее важными участниками системы, нежели дизайнеры, представители ритейла и критики».
Петербургская школа подразумевала сложение последовательной системы, где были задействованы дизайнеры, средства массовой информации, критики, публика и профессиональные институции. Были сформированы специфические потребительские стратегии. «Петербургская школа моды подразумевала появление всего страта модной системы, фактически реализуя модель рассеянной аксиологической структуры Жиля Делёза и Мишеля Фуко».

## Круг участников
Круг имен, принадлежащих к Петербургской школе моды — один из дискуссионных вопросов. «Многие дизайнеры никогда не идентифицировали себя с условной петербургской школой, другие, напротив, настаивали на принадлежности особому петербургскому стилю», — замечает искусствовед Екатерина Васильева. Полагают, что круг представителей Петербургской школы моды охватывает несколько поколений петербургских дизайнеров. В частности, к Петербургской школе моды относят таких дизайнеров как Леонид Алексеев, Александр Арнгольд, Алена Ахмадуллина, Олег Бирюков, Юлия Бунакова, Владимир Бухинник, Светлана Воробьева, Константин Гончаров, Лилия Киселенко, Татьяна Котегова, Нонна Меликова, Татьяна Парфенова, Лариса Погорецкая, Александра Соколова, Лариса Ткаченко, Евгений Хохлов.

## Критика
Петербургскую школы моды в приватных беседах упрекали в стилистической монотонности. Критики обращали внимание на то, что явление Петербургской моды существует как система частных  полу-закрытых ателье, а не полноценная индустрия. Тем не менее, большинство экспертов сходятся на том, что Петербургскую школу моды следует рассматривать как важный феномен и как важных прецедент системы моды 1980-х — 2000-х годов.